# Arvi Savolainen
Arvi Martin Savolainen (Lahti, 24 de octubre de 1998) es un deportista finlandés que compite en lucha grecorromana.
Ganó una medalla de plata en el Campeonato Europeo de Lucha de 2022, en la categoría de 97 kg. Participó en los Juegos Olímpicos de Tokio 2020, ocupando el quinto lugar en la categoría de 97 kg.

## Palmarés internacional
| Campeonato Europeo | Campeonato Europeo | Campeonato Europeo | Campeonato Europeo |
| Año                | Lugar              | Medalla            | Categoría          |
| ------------------ | ------------------ | ------------------ | ------------------ |
| 2022               | Budapest (Hungría) | Medalla de plata   | 97 kg              |